# Podgorje pri Pišecah
Podgorje pri Pišecah – wieś w Słowenii, w gminie Brežice. W 2018 roku liczyła 187 mieszkańców.